# Akdalima jamaicana
Akdalima jamaicana – gatunek kosarza z podrzędu Laniatores i rodziny Samoidae.

## Występowanie
Gatunek jest endemiczny dla Jamajki.